# Grundierung

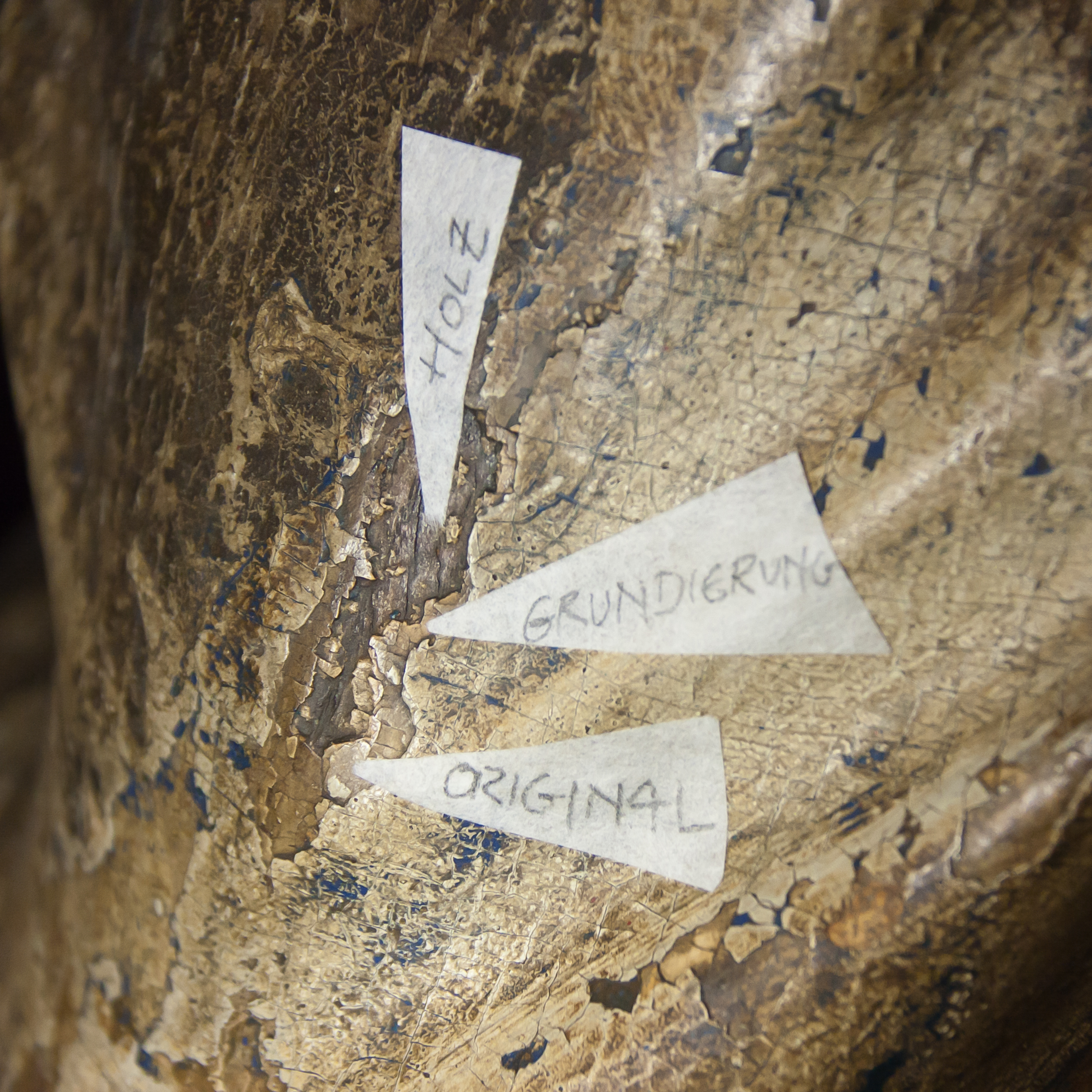
Nahaufnahme einer beschädigten Figur der Kölner Rathauspropheten im Museum Schnütgen, Köln. Zu sehen sind die (beschrifteten) Ebenen „Holz“, „Grundierung“ und „Original“(fassung)

Die Grundierung (oft auch nach englisch primer ‚Primer‘ genannt) dient dazu, das Material durch eine erste Schicht zu schützen und gleichzeitig Bedingungen für den Auftrag weiterer Schutz- und Dekorschichten zu verbessern. Materialien, auf denen Beschichtungen schlecht halten, werden mit Haftvermittler bzw. Haftgrund vorbehandelt. Anwendungen finden sich in vielfältigen Bereichen des künstlerischen, handwerklichen oder industriellen Material- und Farbauftrags.
Auch Imprägnierungen werden häufig zu den Grundierungen gerechnet. Imprägnierungen ziehen in der Regel tiefer ein und verschließen die Poren, während eine Grundierung verschiedene Aufgaben haben kann.
Während Grundierungen im englischen Sprachraum durchweg als Primer bezeichnet werden, so meint Primer im Deutschen eher Stoffe, die den Untergrund chemisch vorbereiten, also noch vor der Grundierung aufgetragen werden. Zwischen Primern, Haftvermittlern, Haftgrund und Grundierung wird oft keine klare Unterscheidung getroffen. Grundsätzlich sollen alle diese Stoffe zwischen dem Untergrund und der Beschichtung vermitteln.

## Holzbearbeitung
Bei der Holzbearbeitung wird traditionell mit Halböl grundiert. Halböl wurde wahrscheinlich bereits in der Antike eingesetzt. Frisches Holz kann schmutzempfindlich sein – je nach Holzart und Feuchtegehalt kann bereits Hautschweiß Flecken hinterlassen. Üblicherweise erhalten Holzprodukte aus der Tischlerei vor der Auslieferung mindestens einen Grundierungsanstrich. Das Leinöl schließt Poren und Vakuolen des Holzes etwas. Nachfolgende Anstriche ziehen weniger tief in das Holz ein, wodurch ein mehrfaches Auftragen vermieden werden kann. (Sicherheitshinweis: Leinölprodukte können bei Luftzugang zur Selbstentzündung von gebrauchten Lappen und nicht ausgewaschenen Pinseln führen. Diese sind deshalb in verschlossenen Behältnissen oder unter Wasser aufzubewahren.)
Nadelhölzer zum Einsatz im Außenbereich erhalten heute überwiegend einen Bläueschutz als ersten Auftrag.

## Metallbau

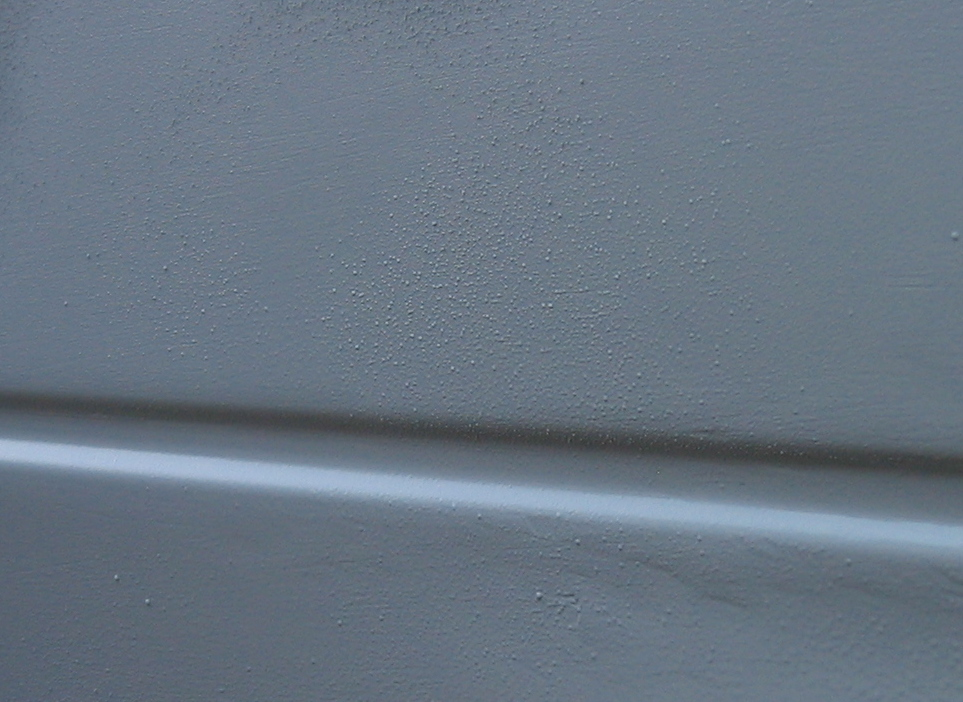
Grundierung oder Haftgrund für Autolack

Die meisten metallverarbeitenden Prozesse beinhalten vor dem endgültigen Lackauftrag eine Vorbehandlung. So wird im Kfz-Bereich auf das nackte Metall eine Korrosionsschutz-Grundierung aufgetragen, die zu einer sehr guten Haftung mit dem Metall führt und damit Korrosion verhindert oder zumindest verlangsamt. Anschließend wird die Oberfläche, sofern erforderlich, mit Spachtelmasse geformt und danach mit Filler geglättet. Ist keine Spachtelmasse erforderlich, kann auch Grundierung und Filler in einem Arbeitsgang aufgebracht werden (Grundierfiller). Erst nach dem Filler wird Lack aufgetragen. Bei weniger beanspruchten Flächen im Innenraum kann Decklack verwendet werden, während für Lackierungen im Außenbereich eine oder mehrere Schichten Basislack aufgetragen werden und letztlich Klarlack, gegebenenfalls auch mehrere Schichten.

## Gebäude
Vor dem Auftrag von dünnen Putzschichten sowie vor Malerarbeiten an Wänden und Decken werden stark saugende Untergründe mit Tiefgrund (auch Tiefengrund) vorbehandelt, meist auf der Basis von Alkyd- oder Acrylharz. Bestimmte Grundierungen können auch sandende Putze oder kreidende Schichten festigen.
Als Haftvermittler und zum Ausgleich von ungleichmäßig saugenden Untergründen vor dem Verputzen wird Vorspritzputz eingesetzt. 
Beim Tapezieren bezeichnet Makulatur traditionell eine Untertapete aus Altpapier und Kleister, welche die Saugfähigkeit des Untergrundes reduzieren und Unebenheiten in der Wand ausgleichen sollte. 
Sperrgrund (auch Isolierfarbe oder Absperrfarbe) wird verwendet, um das Durchschlagen von Verfärbungen wie Rost, Nikotin, Wasser- oder Versottungsflecken zu verhindern.
Haftvermittler für den Auftrag von Dichtstoffen, wie Silikonmasse, werden oft als Primer bezeichnet.

## Kunst

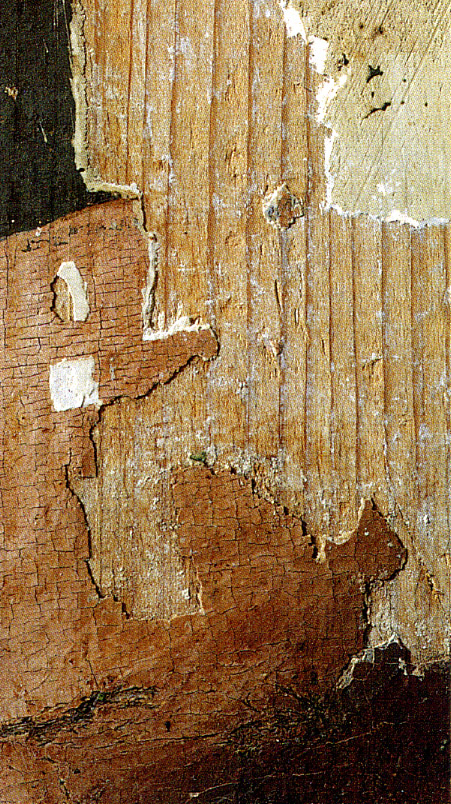
Die Malerei der mittelalterlichen Tafel ist beschädigt. Dadurch lässt sich an den Randbereichen der Malerei die originale weiße Grundierung erkennen.

In der Tafelmalerei ist die Grundierung die erste direkt auf dem Bildträger liegende Schicht. Sie besteht aus einem Füllstoff/Pigment und einem Bindemittel. Sie soll die Unebenheiten des Bildträgers ausgleichen, eine gute Verbindung zwischen Träger und Malschicht herstellen und das Erscheinungsbild des Gemäldes beeinflussen. Eine Grundierung kann aus mehreren Schichten bestehen. Vorleimung und Imprimitur sind Bestandteil der Grundierung. Die Grundierung wird in der Regel mit dem Pinsel aufgetragen und nach dem Trocknen geschliffen.

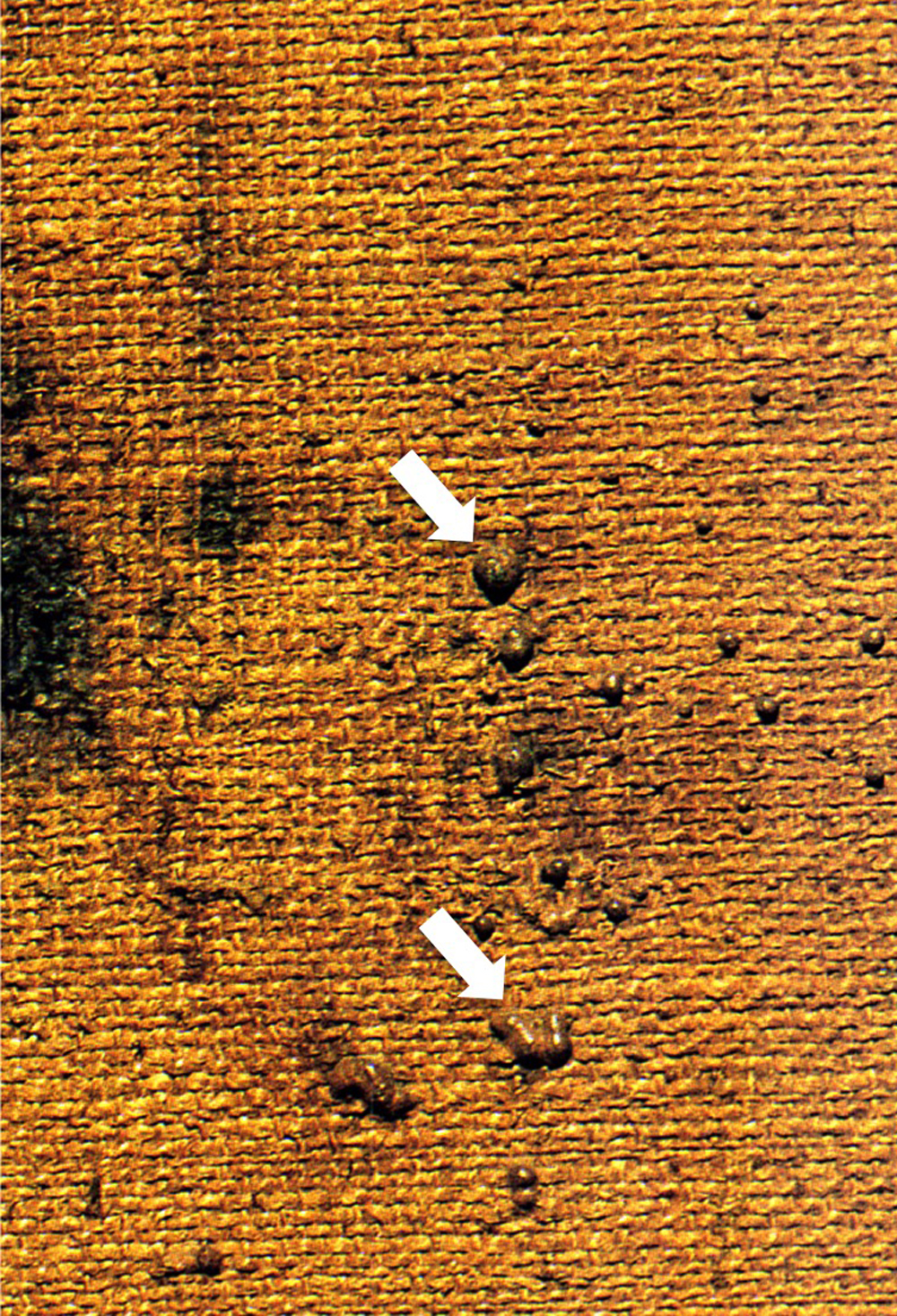
Beim Auftrag der roten Grundierung ist sie in kleinen Tröpfchen durch den nur locker gewebten textilen Bildträger gedrungen und kann auf der Rückseite nachgewiesen werden.

Die Gemäldekunde unterscheidet zwischen weißer und farbiger Grundierung. Die weiße Grundierungen bestehen aus Gips (Gipsgrund), Kreide (Kreidegrund) oder Bleiweiß (Bleiweißgrundierung) und einem Bindemittel. Bei den Füllstoffen Gips und Kreide ist das Bindemittel in der Regel Glutinleim, bei Bleiweiß ein trocknendes Öl. Die farbigen Gründe (Bolusgrund) bestehen in der Regel aus ungebranntem oder gebranntem Ocker mit einem trocknenden Öl als Bindemittel. Seit Mitte des 20. Jahrhunderts kommen auch Kunstharz-Dispersionen als Bindemittel für neuartige Füllstoffe zur Anwendung, z. B. fertige wässrige Acryl-Grundierungen.
Die Rezepte für verschiedene künstlerische Malgründe und Grundierungen findet man in Maltraktaten  und den Malerbüchern. 

### Entwicklung
Der technische Aufbau der Grundierung verändert sich im Laufe der Jahrhunderte. In der Malerei des Mittelalters war die Grundierung mehrschichtig und dicker als die Malschicht. Später wurde sie langsam dünner und verlor ihre noch im 16. Jahrhundert so notwendige Funktion als Reflektor des Lichtes. Im 17. Jahrhundert diente sie überwiegend nur noch als »Porenfüller«, um dann von der dicker werdenden Imprimitur abgelöst zu werden, die quasi eine Doppelfunktion übernahm. Erst in der Malerei des 19. Jahrhunderts kommen ihr wieder die ursprünglichen Funktionen zu. Im gleichen Jahrhundert entwickelt sich die maschinelle Herstellung vorgrundierter Leinwände (Vorgrundierung). Bis ins 16. Jahrhundert werden in der europäischen Tafelmalerei fast ausschließlich weiße Grundierungen verwendet.
Bei der hölzernen Skulptur liegt die Grundierung als unterste Schicht der Fassung direkt auf dem hölzernen Korpus.  Ihr Aufbau entspricht weitgehend dem der weißen Grundierung in der Tafelmalerei.